# Ambrosio José Martín Cedres
Ambrosio José Martín Cedres (geboren am 30. April 1968 in Arrecife) ist ein spanischer Handballtrainer und ehemaliger Handballspieler.

## Vereinskarriere
Martín begann mit dem Handballspiel bei Coronas Tres de Mayo, ging von dort zu BM Puerto Cruz und weiter zu SCRD Torrelavega. Anschließend spielte er bei Cadagua Gáldar und dann, von 1997 bis 2003, bei SDC San Antonio.
Mit der Mannschaft aus Gáldar spielte er im EHF City Cup. Mit der Mannschaft aus Pamplona gewann er die EHF Champions League in der Saison 2000/2001, den Europapokal der Pokalsieger in der Saison 1999/2000 und den EHF Super Cup 2000. Er war spanischer Meister der Saison 2001/2002, gewann die Copa del Rey in den Jahren 1999 und 2001 sowie die Supercopa de España in den Jahren 2002 und 2003.

## Trainer
Seit dem Jahr 2003 ist Martín Handballtrainer für Frauen.
Er begann bei Club Balonmano Ciudad Naranco, wo er ein Jahr lang blieb.
Von 2004 bis 2012 trainierte er das Team von Sociedad Deportiva Itxako. Martín führte die Mannschaft zu vier spanischen Meisterschaften (2009, 2010, 2011 und 2012) und zum Sieg im EHF-Pokal der Saison 2008/2009. Die von ihm betreute Mannschaft gewann die Supercopa de España in den Jahren 2009, 2010 und 2011, die Copa de la Reina in den Jahren 2009, 2010, 2011 und 2012.
Von 2012 bis 2018 war er Trainer bei Győri ETO KC. Mit dem ungarischen Verein gewann er vier Mal die EHF Champions League (2012/2013, 2013/2014, 2016/2017 und 2017/2018). In den Jahren 2013, 2014, 2016, 2017 und 2018 gewann seine Mannschaft die ungarische Meisterschaft und den ungarischen Pokal, 2014 und 2015 auch den Supercup.
Von Februar 2016 bis Ende Juni 2016 trainierte er zusammen mit Gábor Elek die ungarische Nationalmannschaft. Von Oktober 2016 bis Mai 2019 war er auch als Nationaltrainer der rumänischen Frauen tätig.
Im Jahr 2018 verließ er den ungarischen Verein und ging nach Russland zu GK Rostow am Don, mit dem er 2019 die nationale Meisterschaft gewann. Ab 2019 übernahm er zudem das Training der russischen Nationalmannschaft. Im Juli 2020 beendete er sein Engagement bei Rostow und ging zurück nach Spanien. Der russische Handballverband entließ ihn im Dezember 2020 noch während der laufenden Europameisterschaft 2020.
Ein Jahr lang trainierte er bei Balonmano Zaragoza Ademar.
Im Jahr 2021 ging er erneut nach Ungarn und übernahm dort wieder das Training des Győri ETO KC, dieses Engagement endete im März 2023.
Seit Mai 2023 ist Martín Cheftrainer der spanischen Nationalauswahl der Frauen.
Ab November 2024 übernahm er übergangsweise auch das Training von Krim Mercator, das Engagement dauerte bis zum Ende der Saison 2024/2025. Unter seiner Leitung gewann Krim 2025 sowohl die slowenische Meisterschaft als auch den slowenischen Pokal.